# Белинцаго Новарезе
Белинца̀го Новарѐзе (на италиански: Bellinzago, на местен диалект: Branzagh, Бранцаг) е град и община в Северна Италия, провинция Новара, регион Пиемонт. Разположено е на 192 m надморска височина. Населението на общината е 9691 души (към 2010 г.).